# Зеегаузен-ам-Штаффельзее
Зеегаузен-ам-Штаффельзее (нім. Seehausen am Staffelsee) — громада в Німеччині, розташована в землі Баварія. Підпорядковується адміністративному округу Верхня Баварія. Входить до складу району Гарміш-Партенкірхен. Центр об'єднання громад Зеегаузен-ам-Штаффельзее.
Площа — 15,71 км2. Населення становить 2461 ос. (станом на 31 грудня 2020).

## Галерея

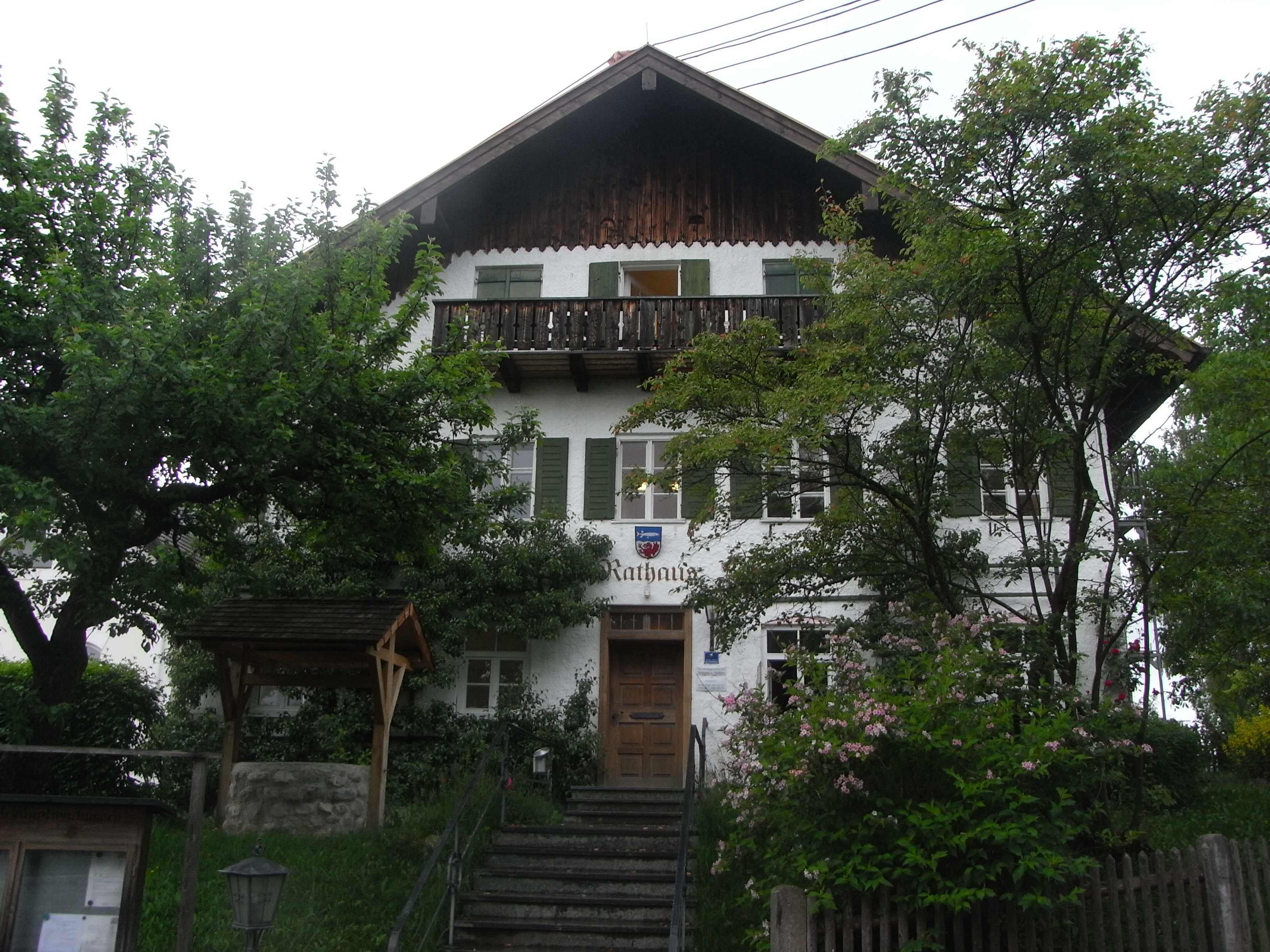